# 11e étape du Tour de France 2014
Pour un article plus général, voir Tour de France 2014.
La 11e étape du Tour de France 2014 s'est déroulée le mercredi 16 juillet 2014 entre Besançon et Oyonnax sur 187,5 km.

## Parcours
L'étape de 187 km comporte un sprint intermédiaire au kilomètre 89 et quatre côtes répertoriées vers la fin d'étape dans le Jura. La dernière côte se situe à quinze kilomètres de l'arrivée.

## Déroulement de la course

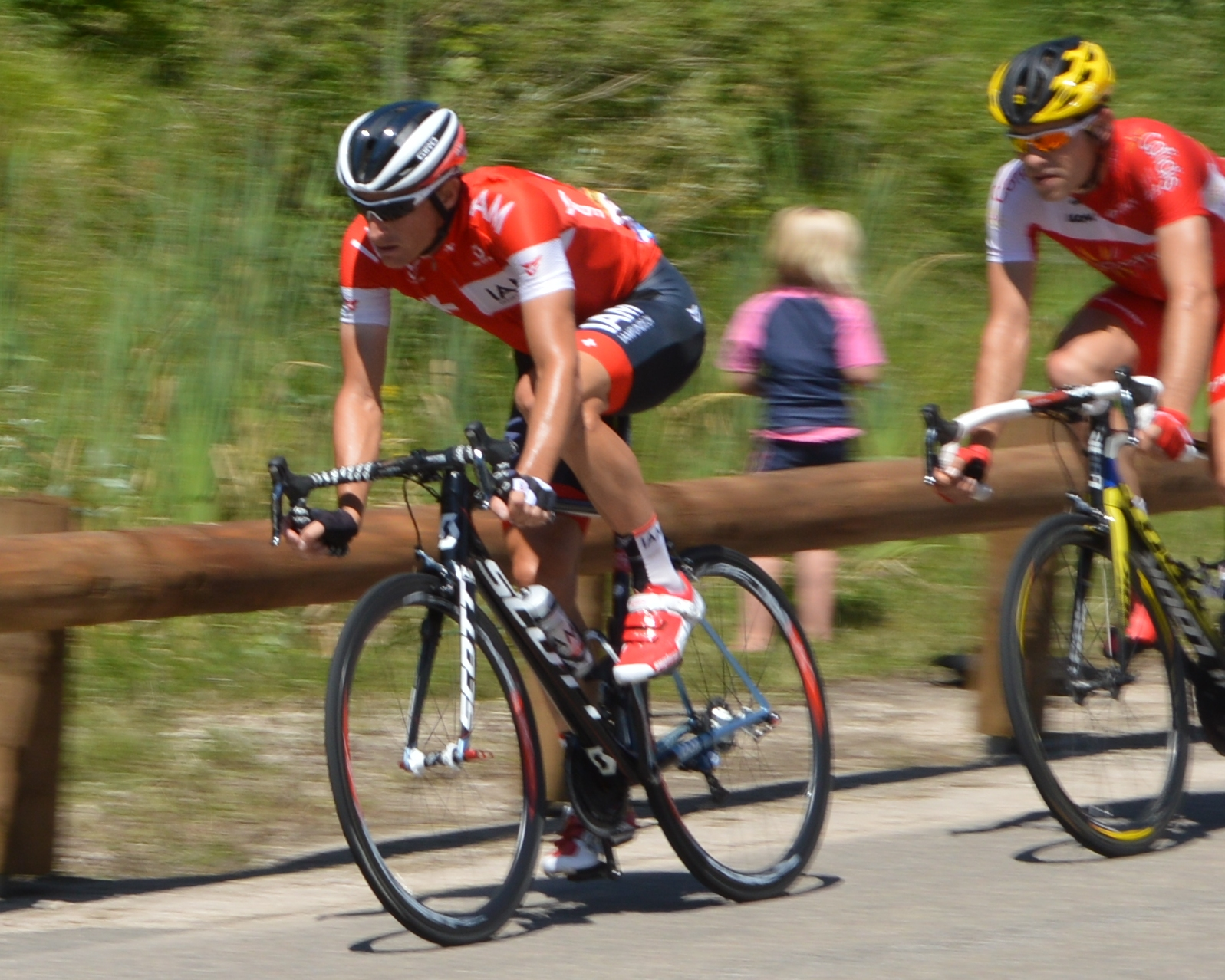
Martin Elmiger et Cyril Lemoine pendant l'échappée.

Une échappée de trois coureurs, Martin Elmiger (IAM), Anthony Delaplace (Bretagne-Séché Environnement) et Cyril Lemoine (Cofidis), prend un peu plus de six minutes. Mais les coureurs de la Cannondale maintiennent l'écart à 3-4 minutes à mi-course. Arrivé aux premières ascensions, le peloton est à moins de deux minutes. Plusieurs coureurs tentent de s'échapper dont Nicolas Roche (Tinkoff-Saxo) qui arrive à rejoindre les échappés.
Dans la dernière côte non répertoriée, Tony Gallopin (Lotto-Belisol) s'échappe. Peter Sagan tente de le rattraper dans la descente, ce qui provoque une cassure dans le peloton. Gallopin est finalement rejoint par trois coureurs dont Sagan, mais c'est sans compter sur la détermination du coureur français qui s'extirpe du groupe dans les trois derniers kilomètres. Aucun des trois poursuivants ne veut faire l'effort pour revenir sur lui, ce groupe de trois est rejoint par le peloton. Gallopin arrive à lutter contre le retour du peloton dans le dernier kilomètre et passe la ligne d'arrivée en vainqueur avec quelques mètres d'avance. C'est sa première victoire d'étape sur le Tour de France et la deuxième victoire française sur le Tour 2014 après celle de Blel Kadri à la 8e étape.
Andrew Talansky (Garmin-Sharp), qui a passé une journée à lutter pour ne pas abandonner, arrive dans les délais 30 minutes après le peloton.

## Résultats

### Classement de l'étape
| Classement de la 11e étape | Classement de la 11e étape | Classement de la 11e étape | Classement de la 11e étape | Classement de la 11e étape |
|                            | Coureur                    | Pays                       | Équipe                     | Temps                      |
| -------------------------- | -------------------------- | -------------------------- | -------------------------- | -------------------------- |
| 1er                        | Tony Gallopin              | France                     | Lotto-Belisol              | en 4 h 25 min 45 s         |
| 2e                         | John Degenkolb             | Allemagne                  | Giant-Shimano              | m.t                        |
| 3e                         | Matteo Trentin             | Italie                     | Omega Pharma-Quick Step    | m.t                        |
| 4e                         | Daniele Bennati            | Italie                     | Tinkoff-Saxo               | m.t                        |
| 5e                         | Simon Gerrans              | Australie                  | Orica-GreenEDGE            | m.t                        |
| 6e                         | José Joaquín Rojas         | Espagne                    | Movistar                   | m.t                        |
| 7e                         | Greg Van Avermaet          | Belgique                   | BMC Racing                 | m.t                        |
| 8e                         | Samuel Dumoulin            | France                     | AG2R La Mondiale           | m.t                        |
| 9e                         | Peter Sagan                | Slovaquie                  | Cannondale                 | m.t                        |
| 10e                        | Kévin Réza                 | France                     | Europcar                   | m.t                        |
| modifier                   |                            |                            |                            |                            |

### Points attribués
| Sprint intermédiaire de Charcier (km 89) | Sprint intermédiaire de Charcier (km 89) | Sprint intermédiaire de Charcier (km 89) | Sprint intermédiaire de Charcier (km 89) | Sprint intermédiaire de Charcier (km 89) |
| ---------------------------------------- | ---------------------------------------- | ---------------------------------------- | ---------------------------------------- | ---------------------------------------- |
|                                          | Coureur                                  | Pays                                     | Équipe                                   | Point(s)                                 |
| 1er                                      | Cyril Lemoine                            | France                                   | Cofidis                                  | 20                                       |
| 2e                                       | Martin Elmiger                           | Suisse                                   | IAM                                      | 17                                       |
| 3e                                       | Anthony Delaplace                        | France                                   | Bretagne-Séché Environnement             | 15                                       |
| 4e                                       | André Greipel                            | Allemagne                                | Lotto-Belisol                            | 13                                       |
| 5e                                       | Marcel Kittel                            | Allemagne                                | Giant-Shimano                            | 11                                       |
| 6e                                       | Alexander Kristoff                       | Norvège                                  | Katusha                                  | 10                                       |
| 7e                                       | Mark Renshaw                             | Australie                                | Omega Pharma-Quick Step                  | 9                                        |
| 8e                                       | Bryan Coquard                            | France                                   | Europcar                                 | 8                                        |
| 9e                                       | Roy Curvers                              | Pays-Bas                                 | Giant-Shimano                            | 7                                        |
| 10e                                      | Yohann Gène                              | France                                   | Europcar                                 | 6                                        |
| 11e                                      | Peter Sagan                              | Slovaquie                                | Cannondale                               | 5                                        |
| 12e                                      | Christian Meier                          | Canada                                   | Orica-GreenEDGE                          | 4                                        |
| 13e                                      | Jean-Marc Marino                         | France                                   | Cannondale                               | 3                                        |
| 14e                                      | Elia Viviani                             | Italie                                   | Cannondale                               | 2                                        |
| 15e                                      | Alessandro Vanotti                       | Italie                                   | Astana                                   | 1                                        |
| modifier                                 |                                          |                                          |                                          |                                          |

| Classement de l'étape | Classement de l'étape | Classement de l'étape | Classement de l'étape   | Classement de l'étape |
| --------------------- | --------------------- | --------------------- | ----------------------- | --------------------- |
|                       | Coureur               | Pays                  | Équipe                  | Point(s)              |
| 1er                   | Tony Gallopin         | France                | Lotto-Belisol           | 30                    |
| 2e                    | John Degenkolb        | Allemagne             | Giant-Shimano           | 25                    |
| 3e                    | Matteo Trentin        | Italie                | Omega Pharma-Quick Step | 22                    |
| 4e                    | Daniele Bennati       | Italie                | Tinkoff-Saxo            | 19                    |
| 5e                    | Simon Gerrans         | Australie             | Orica-GreenEDGE         | 17                    |
| 6e                    | José Joaquín Rojas    | Espagne               | Movistar                | 15                    |
| 7e                    | Greg Van Avermaet     | Belgique              | BMC Racing              | 13                    |
| 8e                    | Samuel Dumoulin       | France                | AG2R La Mondiale        | 11                    |
| 9e                    | Peter Sagan           | Slovaquie             | Cannondale              | 9                     |
| 10e                   | Kévin Réza            | France                | Europcar                | 7                     |
| 11e                   | Romain Bardet         | France                | AG2R La Mondiale        | 6                     |
| 12e                   | Sylvain Chavanel      | France                | IAM                     | 5                     |
| 13e                   | Bram Tankink          | Pays-Bas              | Belkin                  | 4                     |
| 14e                   | Bauke Mollema         | Pays-Bas              | Belkin                  | 3                     |
| 15e                   | Jurgen Van den Broeck | Belgique              | Lotto-Belisol           | 2                     |
| modifier              |                       |                       |                         |                       |

### Cols et côtes
| Côte de Rogna (km 141) 3e catégorie | Côte de Rogna (km 141) 3e catégorie | Côte de Rogna (km 141) 3e catégorie | Côte de Rogna (km 141) 3e catégorie | Côte de Rogna (km 141) 3e catégorie |
| ----------------------------------- | ----------------------------------- | ----------------------------------- | ----------------------------------- | ----------------------------------- |
|                                     | Coureur                             | Pays                                | Équipe                              | Point(s)                            |
| 1er                                 | Martin Elmiger                      | Suisse                              | IAM                                 | 2                                   |
| 2e                                  | Jan Bakelants                       | Belgique                            | Omega Pharma-Quick Step             | 1                                   |
| modifier                            |                                     |                                     |                                     |                                     |

| Côte de Choux (km 148,5) 3e catégorie | Côte de Choux (km 148,5) 3e catégorie | Côte de Choux (km 148,5) 3e catégorie | Côte de Choux (km 148,5) 3e catégorie | Côte de Choux (km 148,5) 3e catégorie |
| ------------------------------------- | ------------------------------------- | ------------------------------------- | ------------------------------------- | ------------------------------------- |
|                                       | Coureur                               | Pays                                  | Équipe                                | Point(s)                              |
| 1er                                   | Martin Elmiger                        | Suisse                                | IAM                                   | 2                                     |
| 2e                                    | Nicolas Roche                         | Irlande                               | Tinkoff-Saxo                          | 1                                     |
| modifier                              |                                       |                                       |                                       |                                       |

| Côte de Désertin (km 152,5) 4e catégorie | Côte de Désertin (km 152,5) 4e catégorie | Côte de Désertin (km 152,5) 4e catégorie | Côte de Désertin (km 152,5) 4e catégorie | Côte de Désertin (km 152,5) 4e catégorie |
| ---------------------------------------- | ---------------------------------------- | ---------------------------------------- | ---------------------------------------- | ---------------------------------------- |
|                                          | Coureur                                  | Pays                                     | Équipe                                   | Point(s)                                 |
| 1er                                      | Martin Elmiger                           | Suisse                                   | IAM                                      | 1                                        |
| modifier                                 |                                          |                                          |                                          |                                          |

| Côte d'Échallon (km 168) 3e catégorie | Côte d'Échallon (km 168) 3e catégorie | Côte d'Échallon (km 168) 3e catégorie | Côte d'Échallon (km 168) 3e catégorie | Côte d'Échallon (km 168) 3e catégorie |
| ------------------------------------- | ------------------------------------- | ------------------------------------- | ------------------------------------- | ------------------------------------- |
|                                       | Coureur                               | Pays                                  | Équipe                                | Point(s)                              |
| 1er                                   | Nicolas Roche                         | Irlande                               | Tinkoff-Saxo                          | 2                                     |
| 2e                                    | Alessandro De Marchi                  | Italie                                | Cannondale                            | 1                                     |
| modifier                              |                                       |                                       |                                       |                                       |

## Classements à l'issue de l'étape

### Classement général
| Classement général | Classement général     | Classement général | Classement général | Classement général  |
|                    | Coureur                | Pays               | Équipe             | Temps               |
| ------------------ | ---------------------- | ------------------ | ------------------ | ------------------- |
| 1er                | Vincenzo Nibali        | Italie             | Astana             | en 46 h 59 min 23 s |
| 2e                 | Richie Porte           | Australie          | Sky                | + 2 min 23 s        |
| 3e                 | Alejandro Valverde     | Espagne            | Movistar           | + 2 min 47 s        |
| 4e                 | Romain Bardet          | France             | AG2R La Mondiale   | + 3 min 1 s         |
| 5e                 | Tony Gallopin          | France             | Lotto-Belisol      | + 3 min 12 s        |
| 6e                 | Thibaut Pinot          | France             | FDJ.fr             | + 3 min 47 s        |
| 7e                 | Tejay van Garderen     | États-Unis         | BMC Racing         | + 3 min 56 s        |
| 8e                 | Jean-Christophe Péraud | France             | AG2R La Mondiale   | + 3 min 57 s        |
| 9e                 | Bauke Mollema          | Pays-Bas           | Belkin             | + 4 min 8 s         |
| 10e                | Jurgen Van den Broeck  | Belgique           | Lotto-Belisol      | + 4 min 18 s        |
| modifier           |                        |                    |                    |                     |

### Classement par points
| Classement par points | Classement par points | Classement par points | Classement par points | Classement par points |
| --------------------- | --------------------- | --------------------- | --------------------- | --------------------- |
|                       | Coureur               | Pays                  | Équipe                | Point(s)              |
| 1er                   | Peter Sagan           | Slovaquie             | Cannondale            | 301 points            |
| 2e                    | Bryan Coquard         | France                | Europcar              | 164 pts               |
| 3e                    | Marcel Kittel         | Allemagne             | Giant-Shimano         | 157 pts               |
| modifier              |                       |                       |                       |                       |

### Classement du meilleur grimpeur
| Classement du meilleur grimpeur | Classement du meilleur grimpeur | Classement du meilleur grimpeur | Classement du meilleur grimpeur | Classement du meilleur grimpeur |
| ------------------------------- | ------------------------------- | ------------------------------- | ------------------------------- | ------------------------------- |
|                                 | Coureur                         | Pays                            | Équipe                          | Point(s)                        |
| 1er                             | Joaquim Rodríguez               | Espagne                         | Katusha                         | 51 points                       |
| 2e                              | Thomas Voeckler                 | France                          | Europcar                        | 34 pts                          |
| 3e                              | Tony Martin                     | Allemagne                       | Omega Pharma-Quick Step         | 26 pts                          |
| modifier                        |                                 |                                 |                                 |                                 |

### Classement du meilleur jeune
| Classement général du meilleur jeune | Classement général du meilleur jeune | Classement général du meilleur jeune | Classement général du meilleur jeune | Classement général du meilleur jeune |
|                                      | Coureur                              | Pays                                 | Équipe                               | Temps                                |
| ------------------------------------ | ------------------------------------ | ------------------------------------ | ------------------------------------ | ------------------------------------ |
| 1er                                  | Romain Bardet                        | France                               | AG2R La Mondiale                     | en 47 h 2 min 24 s                   |
| 2e                                   | Thibaut Pinot                        | France                               | FDJ.fr                               | + 46 s                               |
| 3e                                   | Michał Kwiatkowski                   | Pologne                              | Omega Pharma-Quick Step              | + 1 min 38 s                         |
| modifier                             |                                      |                                      |                                      |                                      |

### Classement par équipes
| Classement par équipes | Classement par équipes | Classement par équipes | Classement par équipes |
|                        | Équipe                 | Pays                   | Temps                  |
| ---------------------- | ---------------------- | ---------------------- | ---------------------- |
| 1re                    | AG2R La Mondiale       | France                 | en 141 h 5 min 43 s    |
| 2e                     | Astana                 | Kazakhstan             | + 3 min 19 s           |
| 3e                     | Belkin                 | Pays-Bas               | + 4 min 25 s           |
| modifier               |                        |                        |                        |

## Abandon
- Fabian Cancellara (Trek Factory Racing) : non-partant